# Alkyoneus (mieszkaniec Delf)
Alkyoneus – w mitologii greckiej mieszkaniec Delf, obdarzony niezwykłą urodą i będący wzorem obyczajów.
Gdy w grocie na stokach góry Kirfis sąsiadującej z Delfami mieszkał potwór zwany Lamią, ludzie i stada zwierząt z okolic były porywane i pożerane. Mieszkańcy udali się do wyroczni, w której Apollo kazał złożyć w ofierze jednego z nich. Mieszkańcy podjęli decyzję, że poświęcą Alkyoneusa. Kapłani uwieńczyli go i prowadzili w procesji do bestii. Po drodze spotkali Eurybatosa. Ten zapytał gdzie i w jakim celu kapłani prowadzą chłopca. Przerażony przyszłym losem młodzieńca, do którego zapałał miłością, próbował go uwolnić. Nie mogąc tego uczynić, poprosił by mógł zająć jego miejsce, na co kapłani wyrazili zgodę.